# Tiếng Shilha
Tiếng Shilha là một ngôn ngữ Berber, là bản ngữ của người Shilha. Đây là ngôn ngữ của 4-8 triệu người ở tây nam Maroc. Người bản ngữ gọi ngôn ngữ của họ là ⵜⴰⵛⵍⵃⵉⵢⵜ /taʃlʜijt/, Tacelḥit trong chữ Latinh Amazigh, thường chuyển tự thành Tashelhiyt hay Tashelhit trong ấn phẩm tiếng Anh thời gian gần đây. Trong tiếng Ả Rập Maroc, ngôn ngữ này mang tên Šəlḥa, nguồn gốc của cái tên Shilha. Văn liệu tiếng Pháp gọi nó là tachelhit, chelha hay chleuh.
Tiếng Shilha hiện diện trên một vùng rộng đến 100.000 km², kéo dài từ góc tây Thượng Atlas về phía nam tới sông Draa, trải lên cả dãy Anti-Atlas cùng vùng châu thổ sông Sous. Các trung tâm đô thị lớn nhất trong vùng là thành phố duyên hải Agadir (dân số hơn 400.000 người), rồi đến Guelmim, Taroudant, Oulad Teima, Tiznit, Ouarzazate.
Về cả phía bắc và nam, vùng tiếng Shilha giáp ranh vùng nói tiếng Ả Rập. Về phía đông bắc, dọc thường Marrakesh-Zagora, nó tạo nên một dãy phương ngữ với tiếng Tamazight Trung Atlas. Trong vùng tiếng Shilha, vẫn len lõi vùng nói tiếng Ả Rập, chẳng hạn thị trấn Ouled Teima. Ngoài ra, còn có cộng đồng nhập cư gốc Shilha ở các đô thị lớn miền bắc Maroc, cũng như ở Bỉ, Pháp, Đức, Canada, Hoa Kỳ và Israel.
Tiếng Shilha có một nền văn học đáng kể đặc trưng kéo dài hàng thế kỷ trước thời kỳ thuộc địa. Nhiều văn bản, viết bằng chữ Ả Rập có niên đại từ thế kỷ XVI, được lưu giữ dưới dạng bản thảo. Nền văn học in ấn hiện đại bắt đầu phát triển từ thập niên 1970.

## Ngôn ngữ bí mật
Destaing đề cập đến một ngôn ngữ bí mật mang tên inman hay tadubirt được nói bởi "một số người ở Souss, đặc biệt là hậu duệ của Sidi Ḥmad u Musa." Ông trích dẫn một ví dụ: is kn tusat inman? "bạn có nói được ngôn ngữ bí mật không?"
Hai ngôn ngữ bí mật do phụ nữ Shilha sử dụng được Lahrouchi và Ségéral mô tả. Chúng được gọi là tagnawt (so sánh với tiếng Shilha agnaw "người câm điếc") và taɛjmiyt hoặc taqqjmiyt. Chúng sử dụng nhiều phương thức khác nhau, chẳng hạn như lặp từ, để ngụy trang ngôn ngữ thông thường.